# Spyros Livathinos
Spyros Livathinos (griechisch Σπύρος  Λιβαθηνός, * 8. Juni 1955 in Patras, Griechenland) ist ein ehemaliger griechischer Fußballspieler.

## Karriere
Spyros Livathinos begann seine Karriere bei den Jugendakademien von Panathinaikos Athen, in denen er bis zum Sommer 1975 spielte, als man ihm einen Profivertrag anbot und er in die Herrenmannschaft des Vereins wechselte. In den folgenden elf Jahren gewann der im Mittelfeld agierende Livathinos neben drei Griechischen Meisterschaften (1977, 1984, 1986) auch vier Pokale (1977, 1982, 1984, 1986) und kam auf insgesamt 267 Erstligaeinsätze und 43 Tore. 1988 wechselte Livathinos nach Zypern, wo er zum dortigen Erstligisten Pezoporikos Larnaka wechselte und neben der Funktion als Spieler gleichzeitig auch als Trainer fungierte und 1988 sogar die Meisterschaft erringen konnte und sich für das Pokalfinale qualifizierte.
In den folgenden Jahren arbeitete Livathinos für verschiedene griechische Vereine, wie zum Beispiel Ethnikos Asteras oder Panachaiki Patras als Trainer, ehe er zu Panathinaikos zurückkehrte und heute dort die Rolle des Chef-Scout ausfüllt.
Während seiner aktiven Laufbahn wurde Spyros Livathinos 27 mal in die Griechische Fußballnationalmannschaft berufen und erzielte dabei ein Tor.

## Titel
- Griechischer Meister (3): 1976/77, 1983/84, 1985/86
- Griechischer Pokalsieger (4): 1977, 1982, 1984, 1986
- Zyprischer Meister: 1988

| Personendaten    | Personendaten               |
| ---------------- | --------------------------- |
| NAME             | Livathinos, Spyros          |
| KURZBESCHREIBUNG | griechischer Fußballspieler |
| GEBURTSDATUM     | 8. Juni 1955                |
| GEBURTSORT       | Patras                      |